# Hebius maximus
Hebius maximus (західнокитайський вуж) — вид змій родини полозових (Colubridae). Ендемік Китаю.

## Поширення і екологія
Західнокитайські вужі мешкають на південному заході Китаю, в провінціях Чунцін і Сичуань та на північному заході Гуйчжоу. Вони живуть в гірських субтропічних лісах, на берегах струмків, на висоті від 812 до 1200 м над рівнем моря. Живляться дощовими черв'яками, слимаками і пуголовками.